# Monumento natural La Portada
El monumento natural La Portada es uno de los 15 monumentos naturales comprendidos dentro de las  áreas silvestres protegidas de Chile, que se ubica a 18 km al norte de la ciudad de Antofagasta.
En el área destaca la presencia de un farellón y arco natural denominado La Portada, una secuencia de rocas sedimentarias marinas fosilíferas ubicada en el litoral sobre la formación geológica La Negra. Además, la unidad cuenta con senderos para excursionismo, un museo y un restaurante.
En Chile existe otra estructura similar pero más pequeña, en el balneario de Pucatrihue (provincia de Osorno).

## Descripción

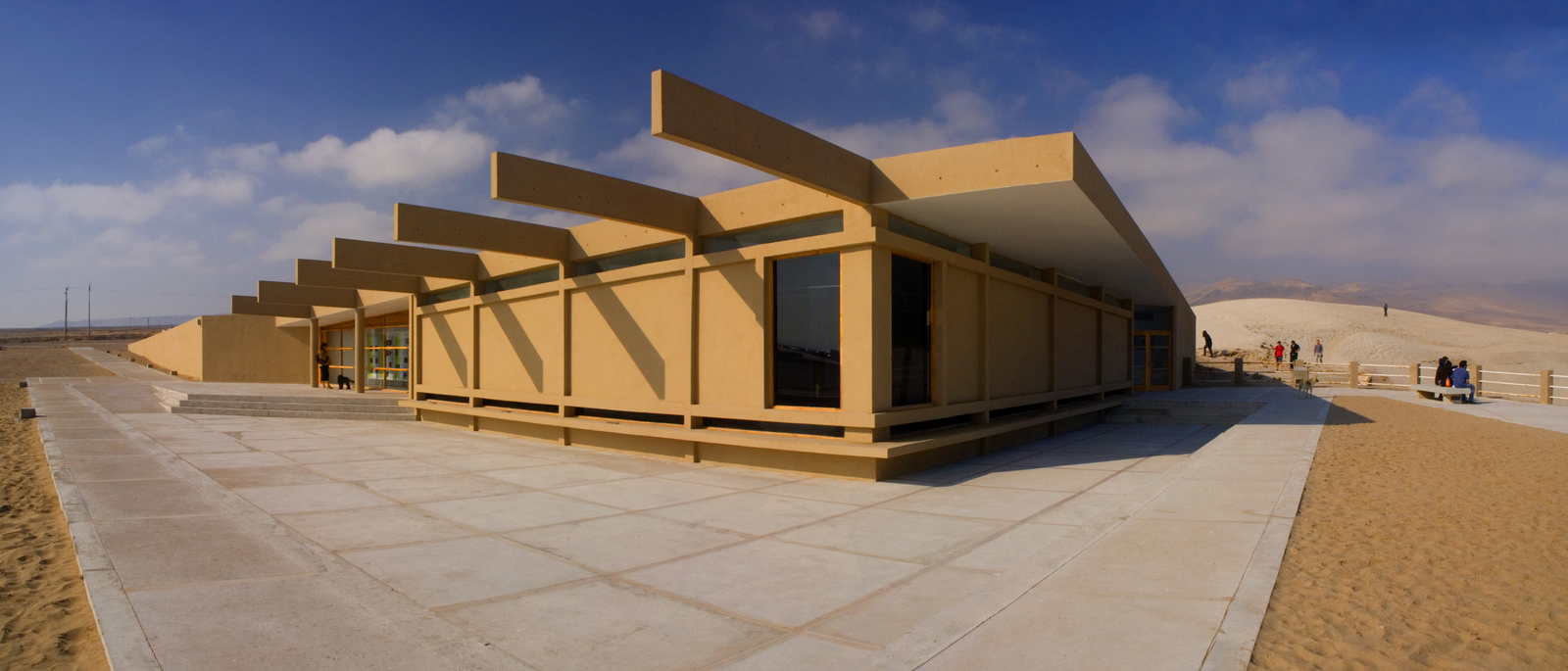
Museo Mirador de la Biodiversidad, localizado frente al monumento natural.

El monumento natural La Portada cuenta con una superficie de 31,27 ha, donde destaca el accidente marítimo de rocas sedimentarias y restos fósiles con forma de arco.
El arco de La Portada posee 43 m de altura, 23 m de ancho y 70 m de largo. Posee una base de piedra volcánica andesita negra, sobre la cual se dispusieron las rocas marinas sedimentarias, estratos de areniscas amarillentas y las capas de restos fósiles de conchas (de 35 a 2 millones de años a. C.). Todo esto fue moldeado durante un largo proceso de erosión marina.
El arco se encuentra rodeado por los acantilados del farellón costero, cuya altura máxima es de 52 m s. n. m., los cuales también fueron moldeados por abrasión marina.
El 5 de octubre de 1990, fue declarado monumento natural bajo el Decreto Supremo N.º 51 del Ministerio de Agricultura, publicado en el Diario Oficial.
Desde marzo de 2003, este monumento natural permaneció cerrado debido a un derrumbe de una importante parte de sus acantilados que bloqueó el acceso a su playa, pero el 2008 se realizó su reapertura, encabezada por la presidenta Michelle Bachelet. En agosto de 2013 fue nuevamente cerrado, dado el riesgo de desprendimiento de rocas.

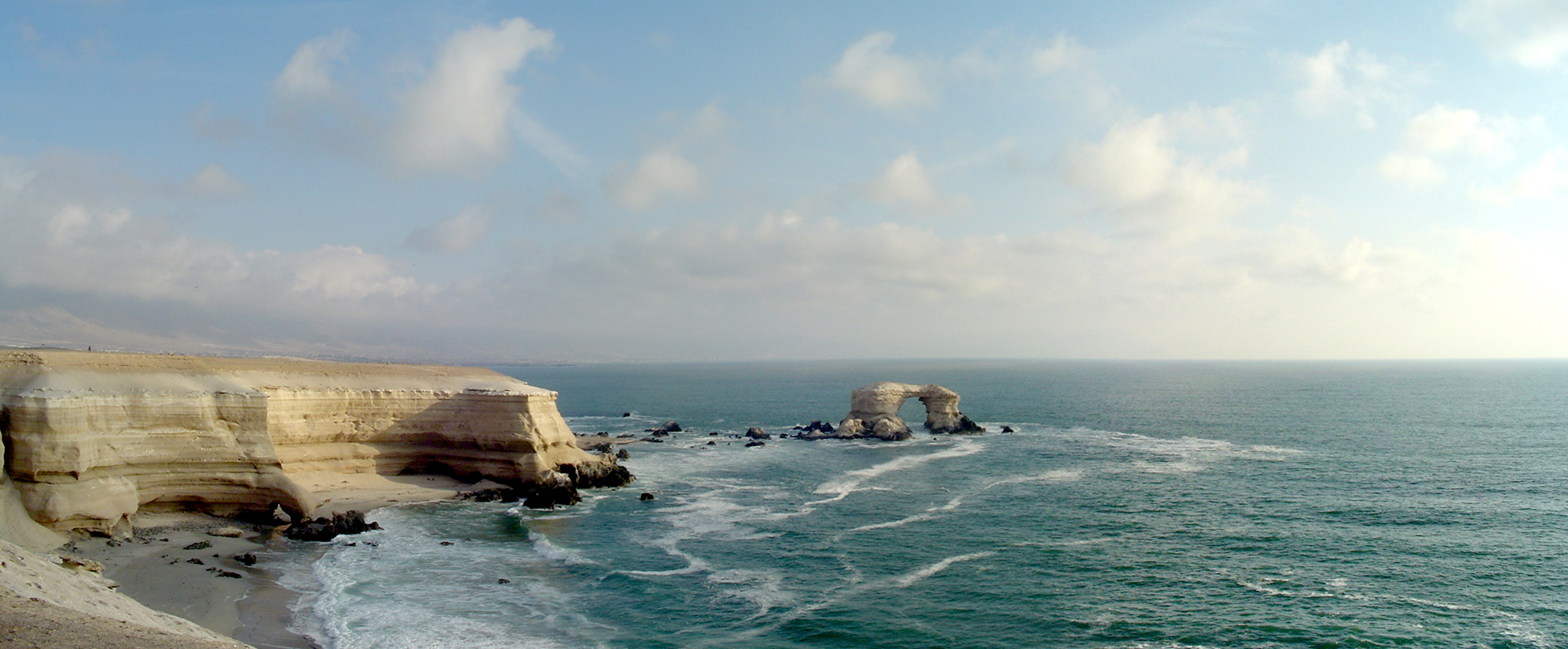
Panorámica del Monumento Natural La Portada.

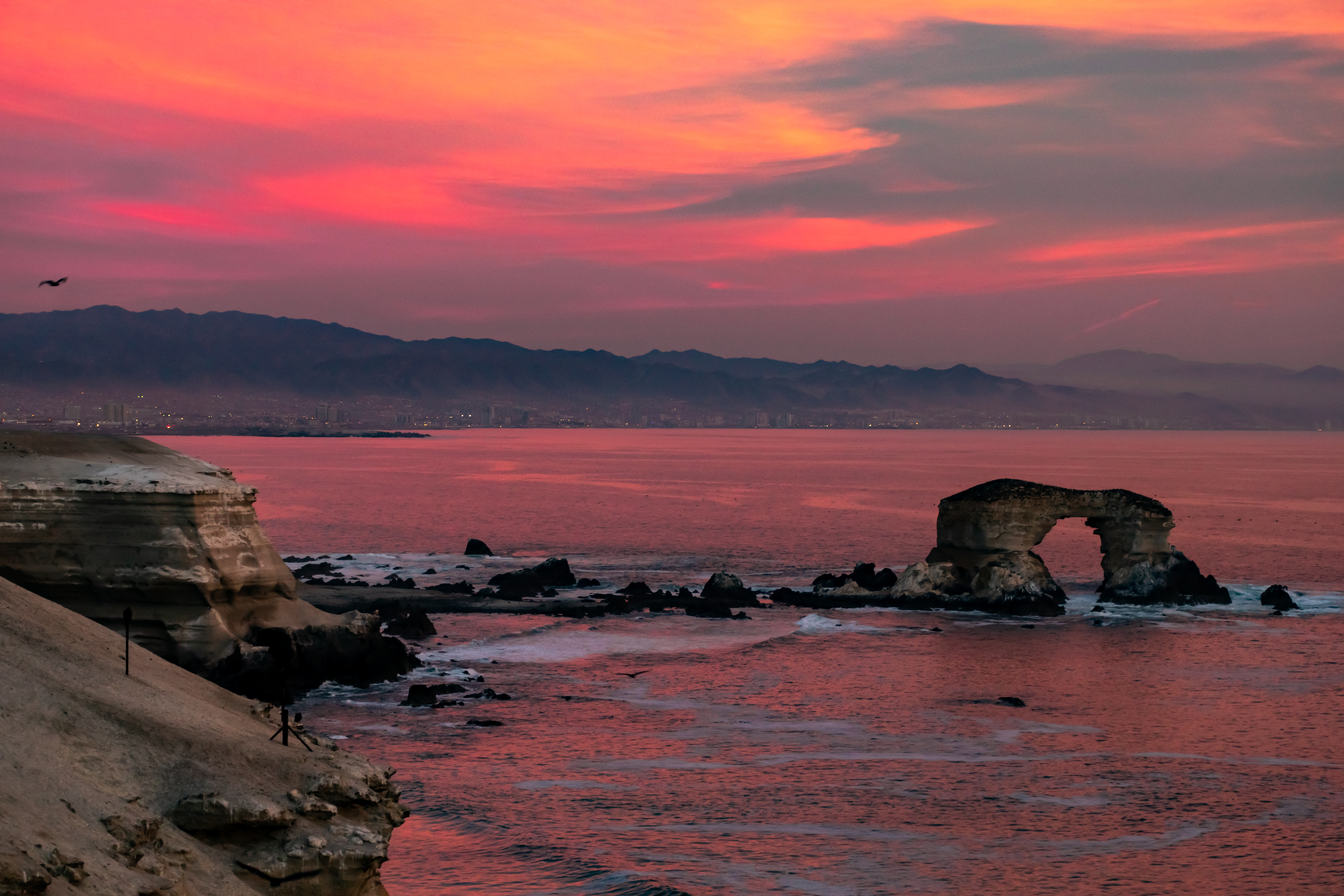
Vista al atardecer del Monumento Natural La Portada. Fotografía tomada al atardecer cuando se logran apreciar tonos rojizos en el cielo

## Fauna
El monumento natural constituye un sitio de observación de aves guaneras como piqueros (Sula variegata) y gaviotines monja (Larosterna inca), además de la presencia de patos guanay (Phalacrocorax bougainvillii), gaviotas dominicana (Larus dominicanus), gaviotas garuma (Larus modestus), gaviotas peruana (Larus belcheri) y de pelícanos (Pelecanus).

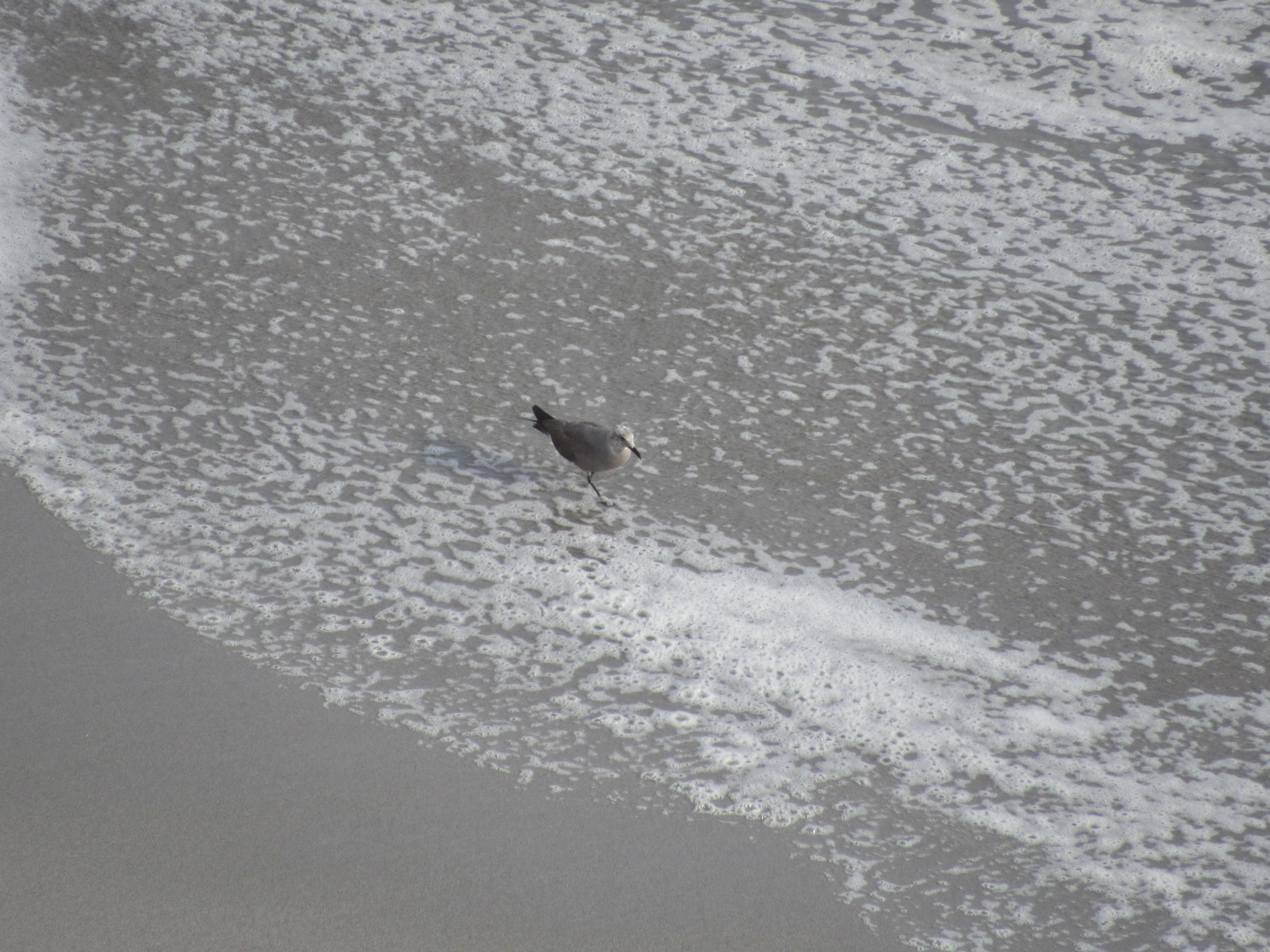
Gaviota garuma, especie de ave Charadriiforme presente en las costas del monumento natural

De manera ocasional también se pueden observar mamíferos como el zorro culpeo, colorado o guará (Lycalopex culpaeus, antiguamente llamado Pseudalopex culpaeus), el lobo de mar de dos pelos (Arctocephalus australis), delfines comunes (Delphinus delphis). 
Llegan constantemente a sus orillas el toyo (escualo de mediano tamaño conocido en algunas mesas como albacorilla), camarones, pulpos y cuando la temperatura del agua aumenta, multitud de coloridas medusas e incluso tortugas marinas.

## Visitante.
Este monumento natural recibe una gran cantidad de visitantes chilenos y extranjeros cada año. No hay datos disponibles de visitantes para el año 2007
| Año         | 2014    | 2015    | 2016    | 2017    | 2018    | 2019    | 2020   | 2021   | 2022   | 2023   | 2024   |
| ----------- | ------- | ------- | ------- | ------- | ------- | ------- | ------ | ------ | ------ | ------ | ------ |
| chilenos    | 125.032 | 151.388 | 122.638 | 143.084 | 169.213 | 139.177 | 33.911 | 89.061 | 91.625 | 57.683 | 77.163 |
| extranjeros | 3.151   | 2.966   | 2.666   | 2.819   | 3.702   | 4.093   | 0      | 851    | 1.804  | 545    | 1.637  |
| Total       | 128.183 | 154.354 | 125.304 | 145.903 | 172.915 | 143.170 | 33.911 | 89.912 | 93.429 | 58.228 | 78.800 |

## Acceso
La Portada está ubicada a 18 km al norte de la ciudad de Antofagasta, a la cual se puede acceder por la ruta B-446, un camino conectado al kilómetro 15 de la ruta 1 (actualmente Autopistas de Antofagasta). Este camino de acceso de 2 km conduce hasta la terraza superior dispuesta en la unidad, la cual cuenta con estacionamientos, miradores, restaurante y exposiciones de arte.
No existen líneas de microbuses que contemplen a La Portada dentro de su recorrido, aunque en temporada estival existen microbuses del TransAntofagasta que llegan hasta la ruta B-446.
Dentro de la unidad, el sector posee dos senderos para excursionismo:
- Un sendero superior de 70 m, localizado a 50 m de altitud en la terraza superior. Este camino posee acceso para personas con discapacidad y tiene una duración de 10 min a pie. Conecta con el Museo Mirador de la Biodiversidad.
- Un sendero con escaleras que permite el acceso a la playa. Este camino no posee acceso para personas con discapacidad y tiene una duración de 40 min. Desde agosto de 2013 se encuentra cerrado, dado el riesgo de desprendimiento de rocas.

El acceso al monumento se encuentra a aproximadamente 6 km del Aeropuerto Nacional Andrés Sabella Gálvez y a 5 km de la reserva nacional La Chimba.

## Protección del subsuelo
El Monumento natural La Portada de Antofagasta cuenta con una protección de su subsuelo como lugar de interés científico para efectos mineros, según lo establece el artículo 17 del Código de Minería. Estas labores sólo pueden ser ejecutadas mediante un permiso escrito por el presidente de la República y firmado además por el ministro de Minería.
La condición de lugar de interés científico para efectos mineros fue establecida mediante Decreto Supremo N° 51 de 3 de abril de 1990 y publicado el 5 de octubre de 1990.
 que fija el polígono de protección.